# Pak Ui-chun
M. Pak Ui-chun est un diplomate et homme politique nord-coréen, ministre des affaires étrangères de la république populaire démocratique de Corée depuis le 18 mai 2007, il est né en 1932.
Il a commencé sa carrière diplomatique en 1972 au Cameroun. Il a été ambassadeur en Algérie, en Syrie et au Liban, avant de servir en Russie de 1998 jusqu'en août 2006.
Avant sa nomination comme ministre des affaires étrangères, en remplacement de M. Paek Nam-sun (décédé en janvier 2007), Pak Ui-chun était membre du praesidium de l'Assemblée populaire suprême depuis 1998.
Compte tenu des fonctions diplomatiques qu'il a exercées pendant huit ans à Moscou, sa nomination à la tête de la diplomatie nord-coréenne a été interprétée comme un signe d'ouverture en direction de la Russie.